# TSV LONGA in het seizoen 1955/56
Het seizoen 1955/1956 was het tweede jaar in het bestaan van de Tilburgse betaaldvoetbalclub LONGA. De club kwam uit in de Eerste klasse B en eindigde daarin op de negende plaats, dit betekende dat de club degradeerde naar de Tweede divisie.

## Wedstrijdstatistieken

### Eerste klasse B
|       | Baronie | Be Quick | Blauw-Wit | 't Gooi | Haarlem | Helmond | Heracles | Hermes DVS | Leeuwarden | ONA   | Rheden | Wageningen | Zwolsche Boys |
| ----- | ------- | -------- | --------- | ------- | ------- | ------- | -------- | ---------- | ---------- | ----- | ------ | ---------- | ------------- |
| Thuis | 1 – 2   | 1 – 1    | 4 – 1     | 0 – 0   | 0 – 0   | 1 – 3   | 2 – 2    | 2 – 0      | 3 – 0      | 2 – 3 | 2 – 2  | 1 – 1      | 1 – 1         |
| Uit   | 2 – 1   | 2 – 1    | 5 – 2     | 1 – 1   | 0 – 2   | 3 – 1   | 1 – 2    | 3 – 2      | 1 – 2      | 8 – 3 | 0 – 0  | 5 – 1      | 0 – 3         |

## Statistieken LONGA 1955/1956

### Eindstand LONGA in de Nederlandse Eerste klasse B 1955 / 1956
| Stand | Gespeeld | Gewonnen | Gelijk | Verloren | Punten | Doelpunten voor | Doelpunten tegen |
| ----- | -------- | -------- | ------ | -------- | ------ | --------------- | ---------------- |
| 9e    | 26       | 7        | 8      | 10       | 22     | 41              | 47               |

### Topscorers
| Competitie \| # \| Naam \| \| \| ------ \| ------------------- \| -- \| \| 1. \| Fer Hesselberth \| 9 \| \| 2. \| Ben Klerks \| 6 \| \| 3. \| Cees van Hout \| 5 \| \| 3. \| Villevoye \| 5 \| \| 5. \| Wim van Diessen \| 4 \| \| 6. \| Giro Engel \| 4 \| \| 6. \| Henk van Erp \| 4 \| \| 6. \| Rijk van Veldhuizen \| 4 \| \| 6. \| Piet Villevoye \| 4 \| \| 10. \| Cornelis van Erven \| 1 \| \| 10. \| Henk Struycken \| 1 \| \| 10. \| Nico Struycken \| 1 \| \| 10. \| Louis de Zwart \| 1 \| \| Totaal \| Totaal \| 41 \| |                     |      |
| # | Naam                | Goal |
| 1. | Fer Hesselberth     | 9    |
| 2. | Ben Klerks          | 6    |
| 3. | Cees van Hout       | 5    |
| 3. | Villevoye           | 5    |
| 5. | Wim van Diessen     | 4    |
| 6. | Giro Engel          | 4    |
| 6. | Henk van Erp        | 4    |
| 6. | Rijk van Veldhuizen | 4    |
| 6. | Piet Villevoye      | 4    |
| 10. | Cornelis van Erven  | 1    |
| 10. | Henk Struycken      | 1    |
| 10. | Nico Struycken      | 1    |
| 10. | Louis de Zwart      | 1    |
| Totaal | Totaal              | 41   |